# Вальядолид (муниципалитет)
Вальядолид (исп. Valladolid) — муниципалитет в Мексике, штат Юкатан, с административным центром в одноимённом городе. Численность населения, по данным переписи 2010 года, составила 74 217 человек.

## Общие сведения
Название Valladolid было позаимствовано при основании города в 1543 году, а позднее и для муниципалитета, у Вальядолида — тогдашней столицы Испании.
Площадь муниципалитета равна 1077 км², что составляет 2,7 % от площади штата, а наивысшая точка — 31 метр над уровнем моря, расположена в поселении Шунчан.
Он граничит с другими муниципалитетами Юкатана: на севере с Темосоном, на востоке с Чемашем, и на западе с Чичимилой, Текомом, Кункунулем и Уаймой.

## Учреждение и состав
Муниципалитет был образован в 1823 году, в его состав входит 179 населённых пунктов, самые крупные из которых:
| Код INEGI                  | Населённый пункт                                                                      | Численность населения (2005 год) | Численность населения (2010 год) |
| -------------------------- | ------------------------------------------------------------------------------------- | -------------------------------- | -------------------------------- |
| 102                        | Всего                                                                                 | 68863                            | 74217                            |
| 0001                       | Вальядолид (исп. Valladolid) 20°41′22″ с. ш. 88°12′06″ з. д. (административный центр) | 45868                            | 48973                            |
| 0077                       | Попола (исп. Popolá) 20°43′55″ с. ш. 88°14′10″ з. д.                                  | 3799                             | 4176                             |
| 0055                       | Каншок (исп. Kanxoc) 20°37′02″ с. ш. 88°05′58″ з. д.                                  | 2791                             | 3126                             |
| 0188                       | Ялькоба (исп. Yalcobá) 20°47′25″ с. ш. 88°02′19″ з. д.                                | 2682                             | 2808                             |
| 0174                       | Шосен (исп. Xocén) 20°35′56″ с. ш. 88°09′49″ з. д.                                    | 2039                             | 2407                             |
| 0132                       | Тишхуалактун (исп. Tixhualactún) 20°38′38″ с. ш. 88°08′34″ з. д.                      | 1449                             | 1576                             |
| 0129                       | Тесоко (исп. Tesoco) 20°43′18″ с. ш. 88°09′15″ з. д.                                  | 1111                             | 1362                             |
| 0130                       | Тикуч (исп. Tikuch) 20°42′11″ с. ш. 88°06′43″ з. д.                                   | 1258                             | 1336                             |
| 0045                       | Цитнуп (исп. Dzitnup) 20°38′50″ с. ш. 88°14′40″ з. д.                                 | 1130                             | 1248                             |
| 0075                       | Пишой (исп. Pixoy) 20°42′53″ с. ш. 88°15′45″ з. д.                                    | 982                              | 1054                             |
| 0047                       | Эбтун (исп. Ebtún) 20°39′53″ с. ш. 88°15′32″ з. д.                                    | 804                              | 966                              |
| 0127                       | Тахмуй (исп. Tahmuy) 20°45′33″ с. ш. 88°08′30″ з. д.                                  | 845                              | 958                              |
| 0183                       | Шуилуб (исп. Xuilub) 20°25′03″ с. ш. 88°01′44″ з. д.                                  | 573                              | 618                              |
| —                          | Прочие                                                                                | 3532                             | 3609                             |
| Названия на карте Генштаба |                                                                                       |                                  |                                  |

## Экономика
По статистическим данным 2000 года, работоспособное население занято по секторам экономики в следующих пропорциях:
- торговля, сферы услуг и туризма — 47,5 %;
- производство и строительство — 31,8 %;
- сельское хозяйство и скотоводство — 19,1 %;
- безработные — 1,6 %.

## Инфраструктура
По статистическим данным 2010 года, инфраструктура развита следующим образом:
- протяжённость дорог: 366,8 км;
- электрификация: 95,3 %;
- водоснабжение: 97,4 %;
- водоотведение: 73 %.

## Достопримечательности
В муниципалитете можно посетить различные достопримечательности:
Архитектурные: церкви Святого Хуана, Богоматери Канделярской, Святой Лусии, собор Святых Сервасио и Гервасио, построенные в XVI веке. Часовни Святого Андреса, Святого Антония Падуанского. Бывшее поместье Кораль, здание администрации.
Археологические: насчитывается около 25 древних стоянок цивилизации майя, в которых ведутся раскопки. Основные: Кумаль, Шкушиль, Шкакуиль, Цойола и Шкаш.
Исторические: монумент Дону Хосе Мария Итурральде и Траконис (губернатор Юкатана 1877—1879 годы), монумент Детям-героям в парке Санта-Ана.

## Фотографии

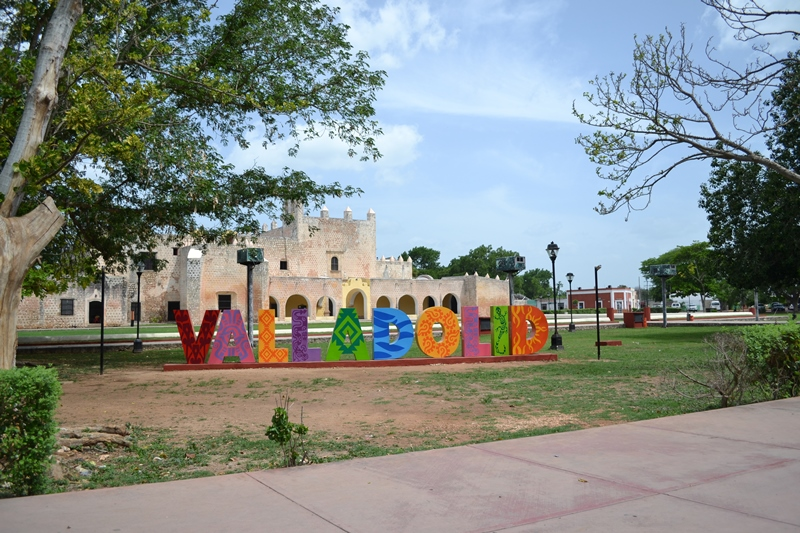
Стела Вальядолида
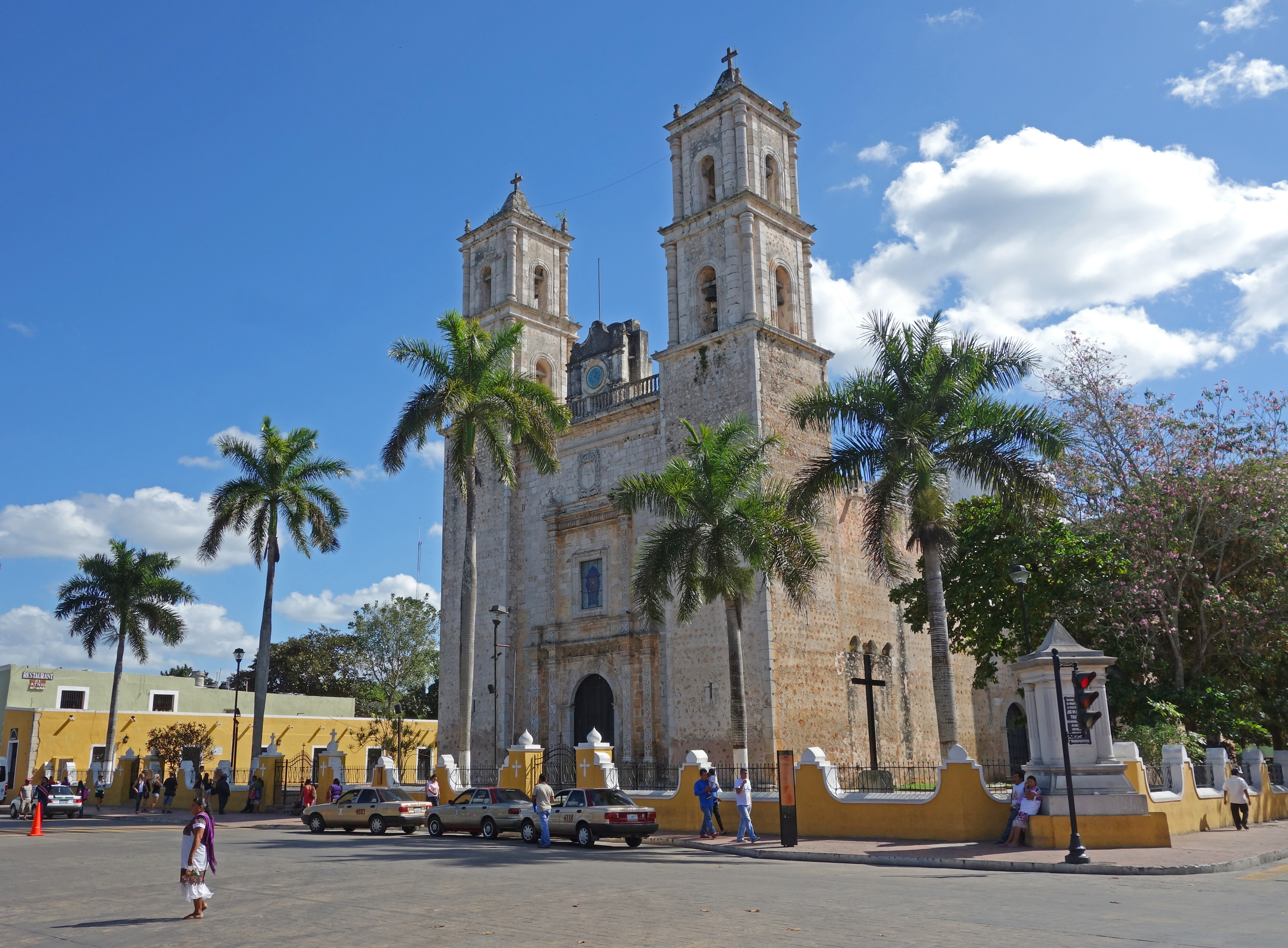
Собор Святых Сервасио и Гервасио
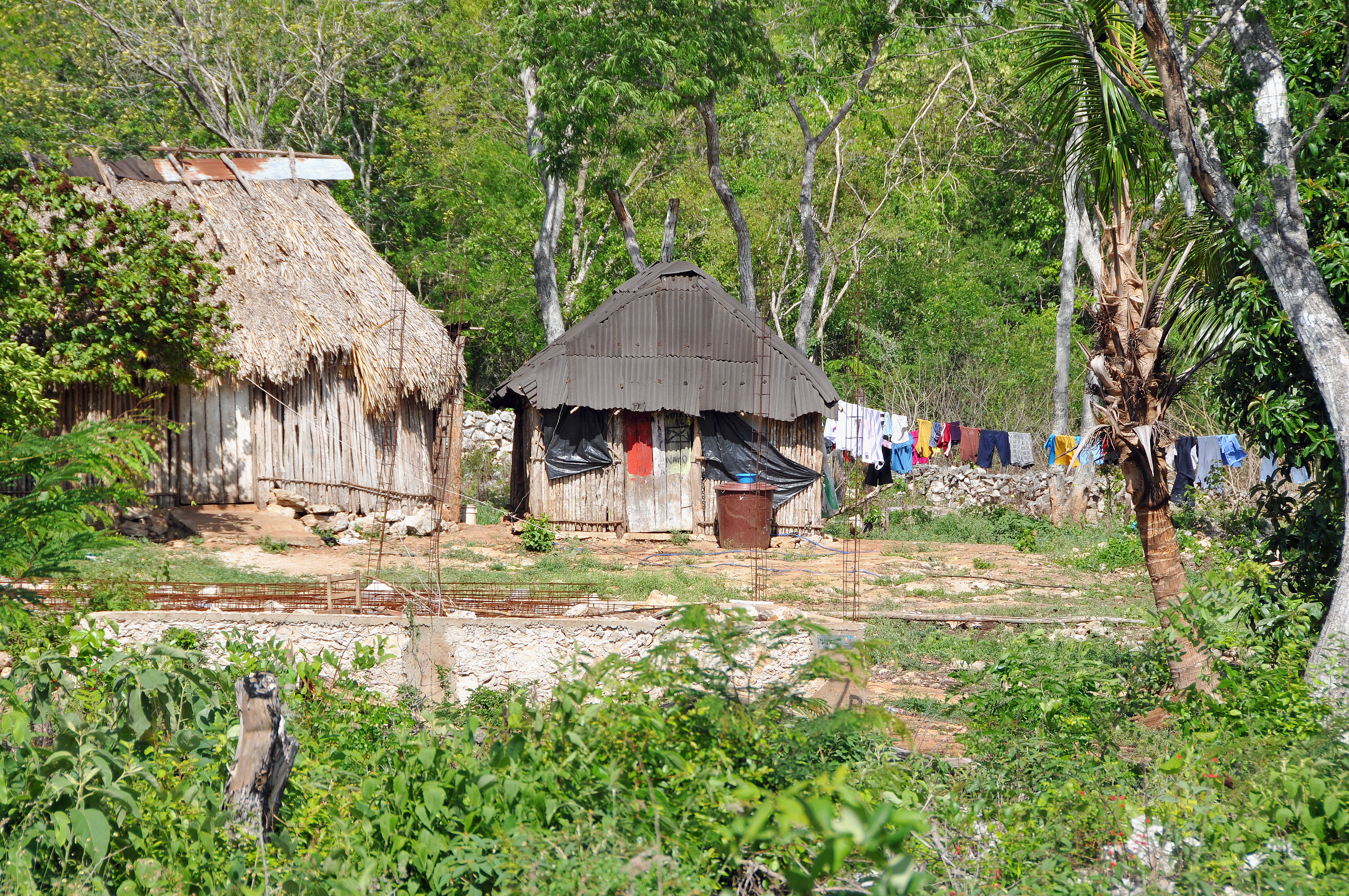
Жилища в Пополе
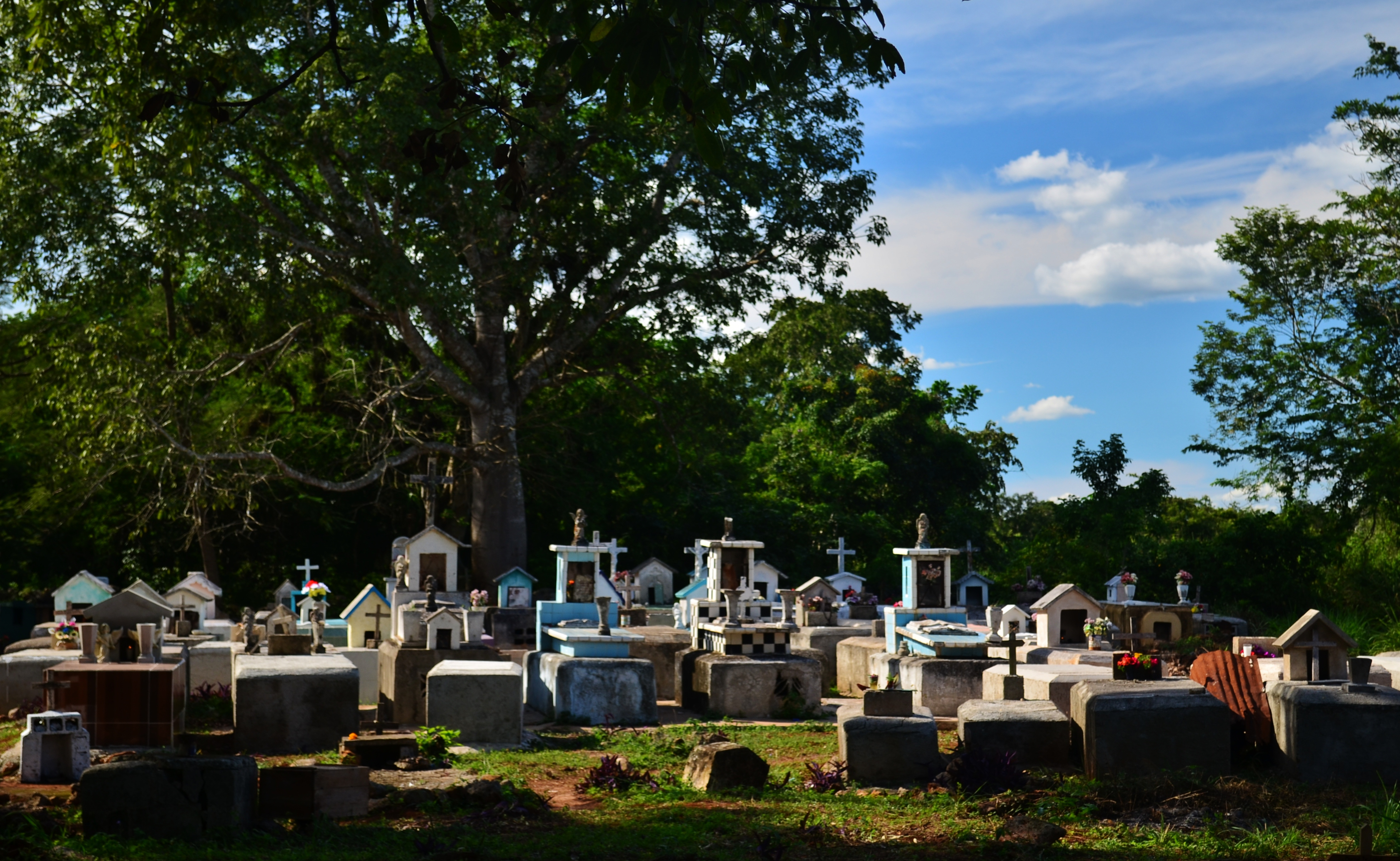
Кладбище в Ялькобе
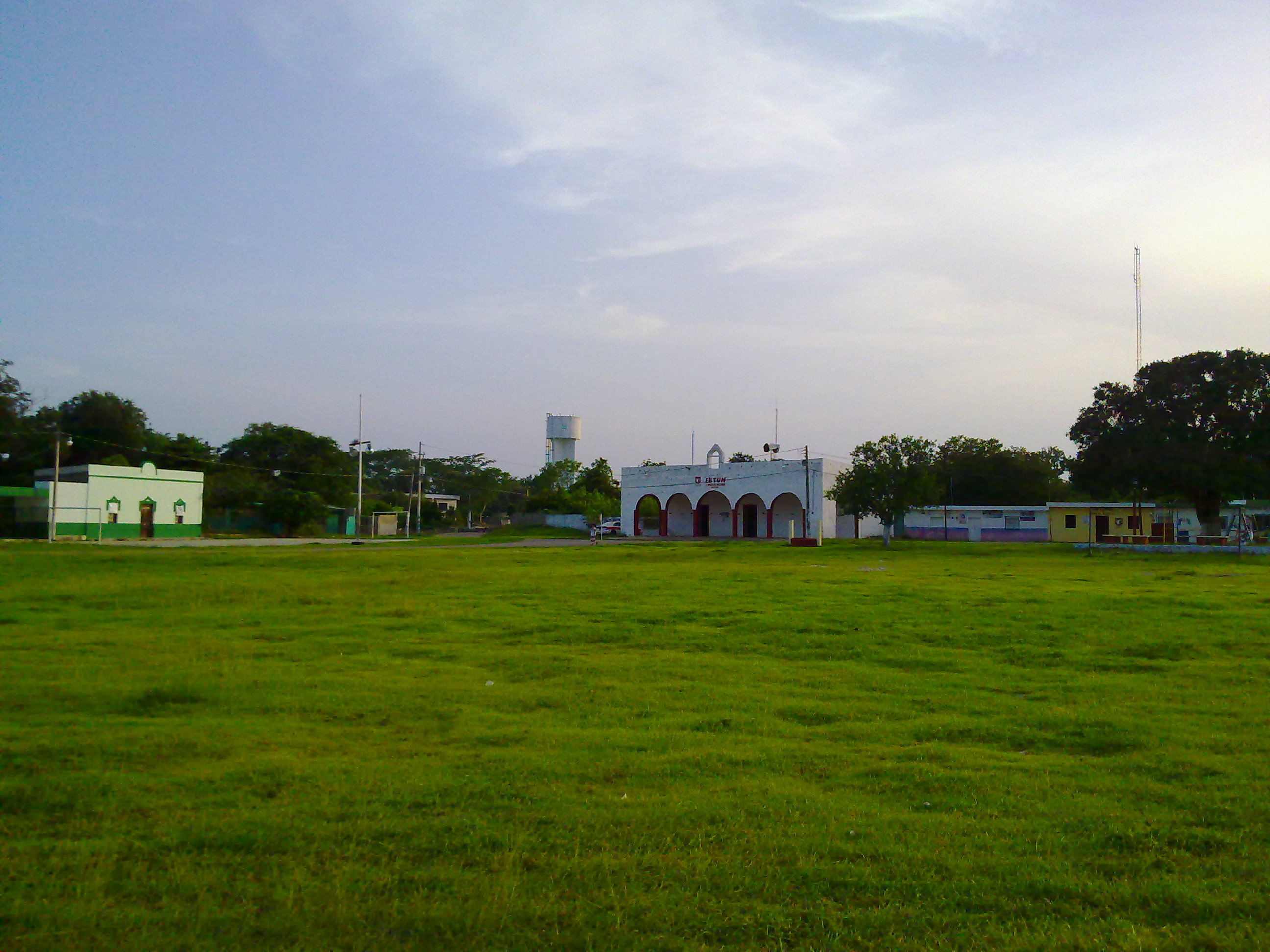
Центр Эбтуна
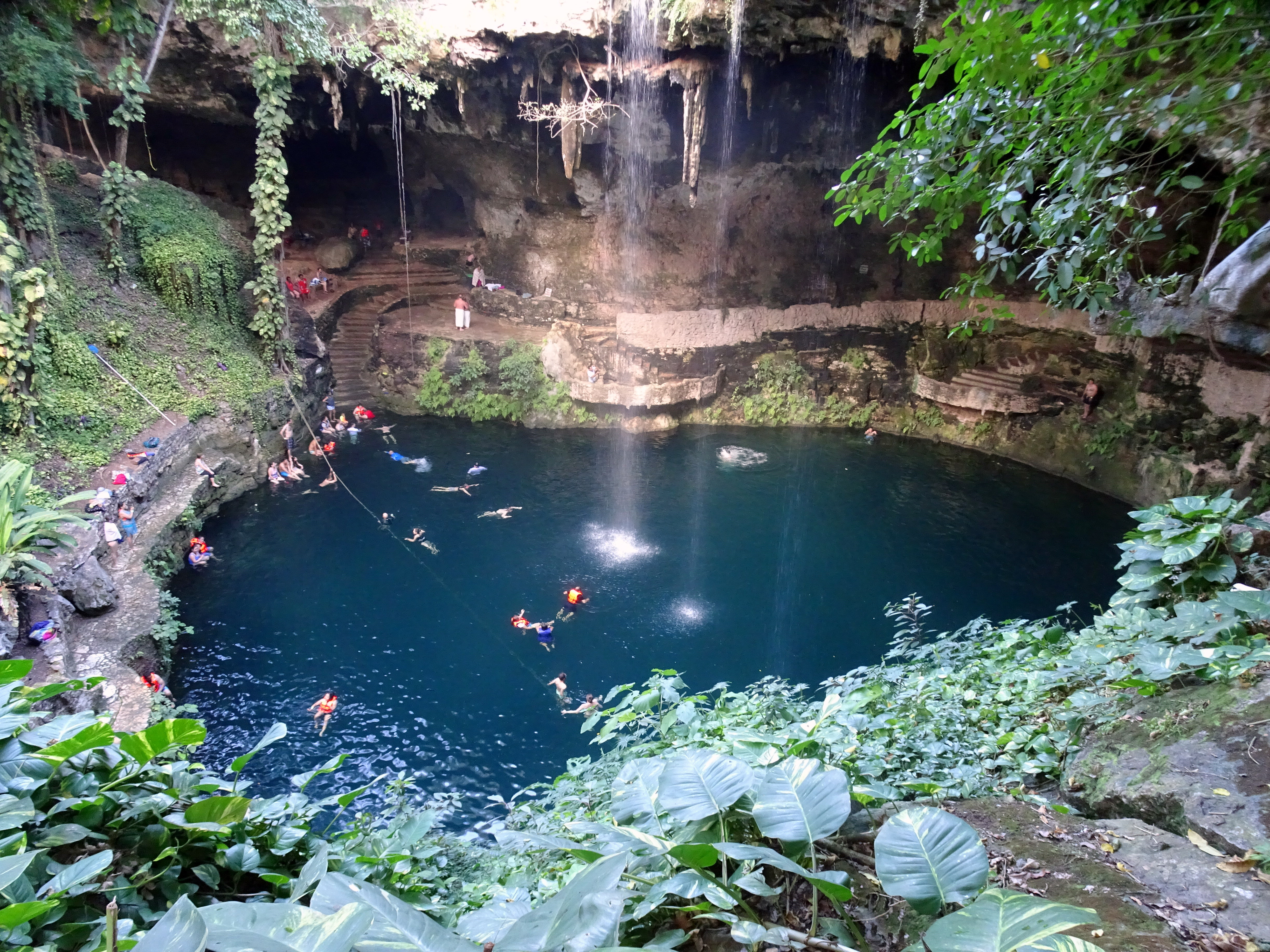
Сенот Саки